# Jetour X70
Le Jetour X70 est un modèle de crossover produit par le constructeur automobile chinois Jetour, lancée en 2018 par Chery.
Il existe plusieurs variantes, dont le Jetour X70S, le Jetour X70S EV, le Jetour X70 Coupe, le Jetour X70M et le modèle Jetour X70 Plus, qui fait office de modèle haut de gamme.

## Jetour X70 (première génération)
Le Jetour X70 est disponible en deux modèles, celle de base et la version S. Le Jetour X70S possède un niveau de finition plus haut avec différents alliages et insert de calandre.
Le Jetour X70 est propulsé par un moteur à essence, quatre cylindres en ligne, turbo de 1,5 L produisant 156 ch et 230 N m, avec des options de transmission comprenant une boite manuelle à 6 vitesses ou une boite à double embrayage à 6 vitesses.

### Lifting de 2019
Le Jetour X70 lifté a été officiellement lancé le 27 août avec un prix allant de 69 900 à 120 900 yuans sur les 9 niveaux de finition proposés.
Le Jetour X70 lifté est propulsé par un moteur turbocompressé de 1,5 litre produisant 156 ch et un couple maximal de 230 N m associé à une transmission à 6 vitesses manuelles et à une transmission à 6 double embrayage. Le moteur est adapté aux normes chinoise d'émission VI.

### Jetour X70 Coupe
Le Jetour X70 Coupe a été dévoilé au Salon de l'automobile de Pékin 2018 en tant que variante plus sportive du X70. Lors du Salon de l'automobile de Shanghai en 2019, l'apparence de la version de production a considérablement changé. La conception du Jetour X70 Coupe est basée sur le X70 de 2019. La fourchette de prix de prévente du coupé X70 est de 91 000 à 129 000 yuans sur le marché chinois. Le Jetour X70 Coupé peut être propulsé par un moteur turbo Chery Acteco 1,5 L ou par un moteur turbocompressé à injection directe de 1,6 L. Le turbo de 1,5 L a un couple de 230 N m et une puissance maximale de 154 ch, associé à un double embrayage à 6 vitesses ou à une transmission manuelle à 6 vitesses. Le moteur 1,6 L a un couple maximal de 290 N m, avec 194 ch de puissance max, associée à une transmission à double embrayage à 7 vitesses.

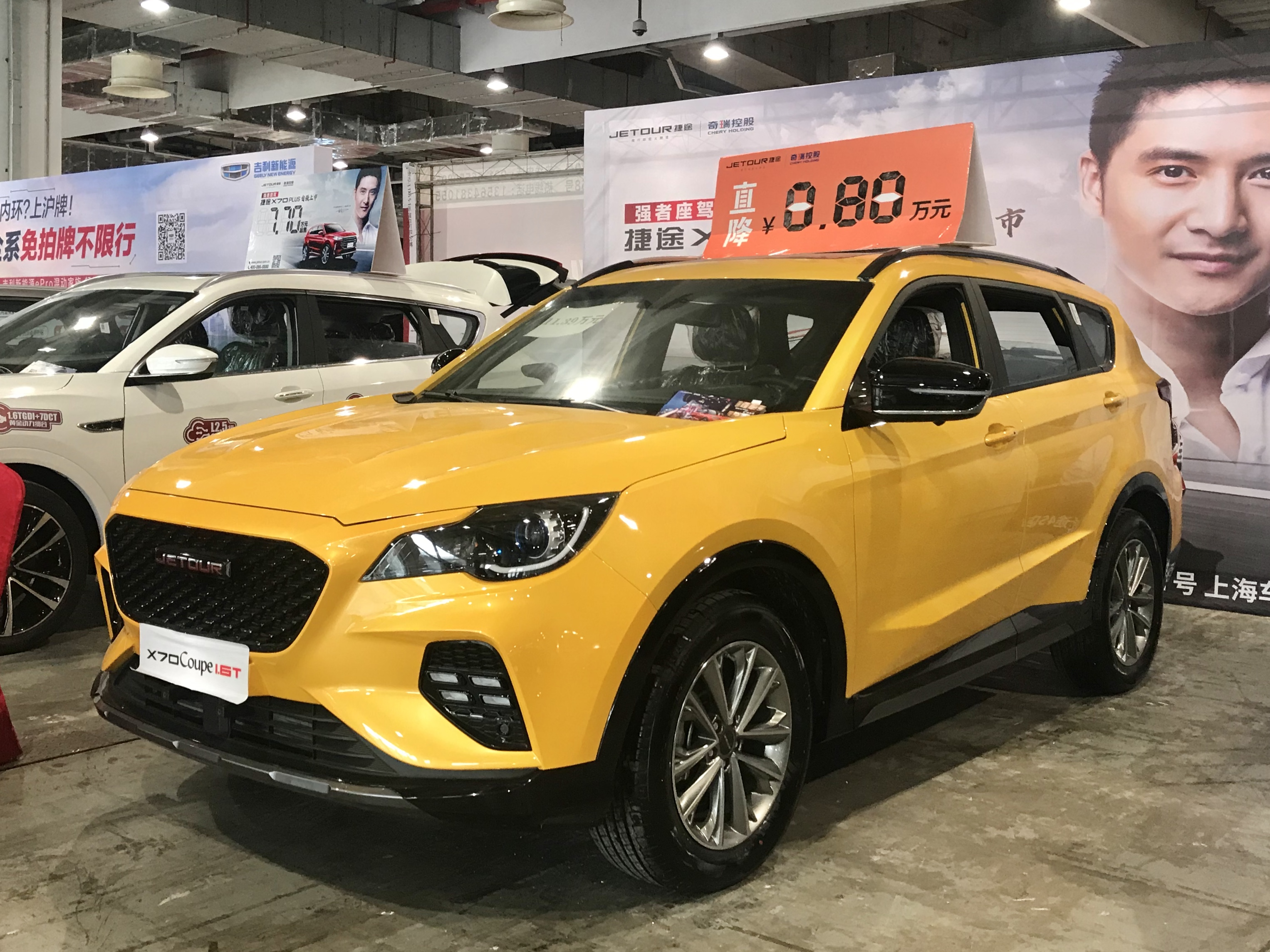
Jetour X70 Coupe (avant)
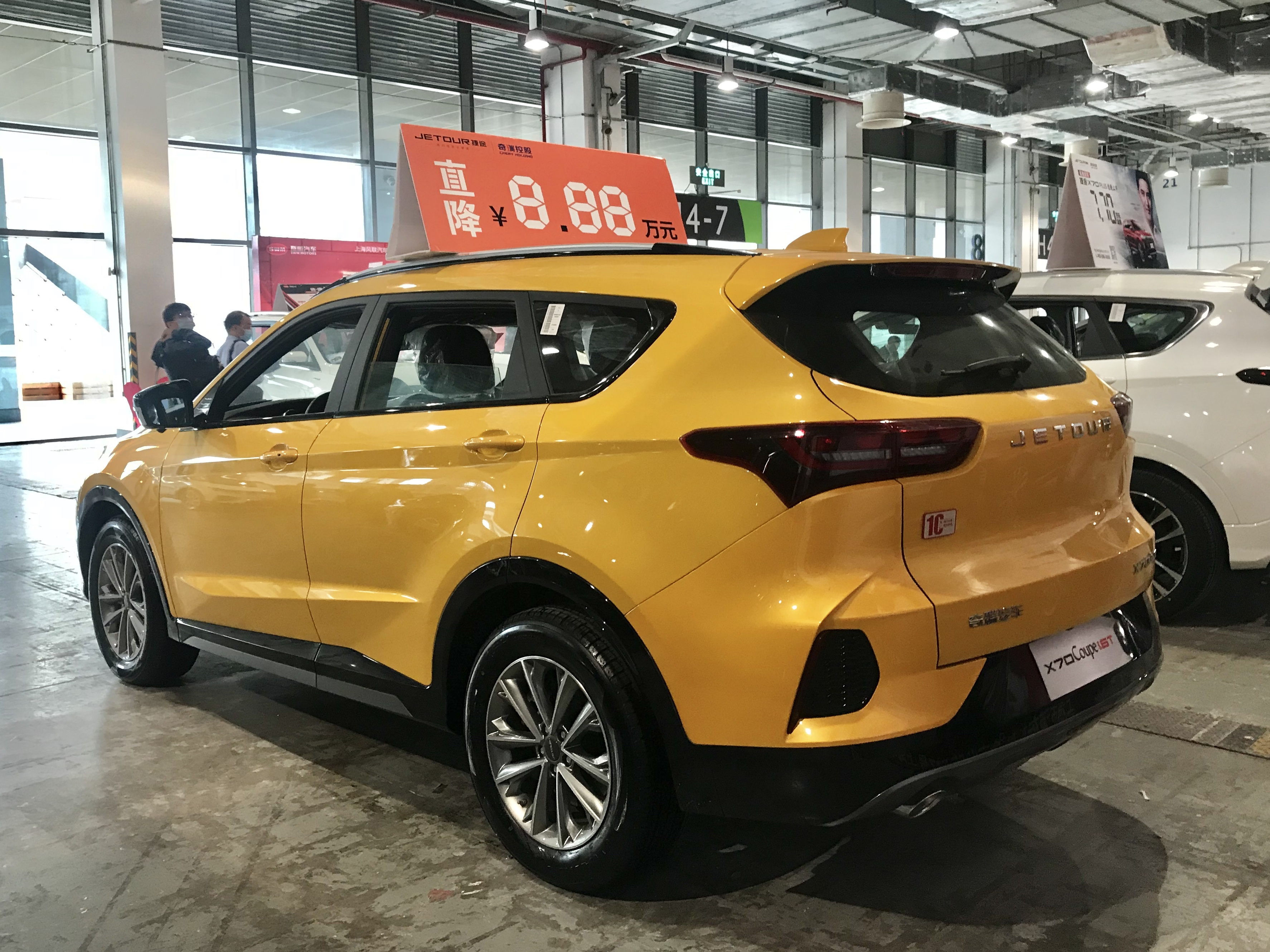
Jetour X70 Coupe (arrière)

### Jetour X70M
Le Jetour X70M a été lancé en mars 2020, selon les responsables, le "M" signifie "Mate" qui veut dire partenaire, indiquant qu'il s'agit d'une variante abordable et axée sur le volume. Le X70M est basé sur le X70 pré-lifting avec un design de pare-chocs avant redessiné. Il existe 8 niveaux de finition du Jetour X70 de 2020, tous dotés du moteur turbo de 1,5 litre couplé à une boîte de vitesses à double embrayage ou à une transmission manuelle avec une puissance maximale de 156 ch et un couple maximal de 230 N m. La fourchette de prix du X70M est de 64 900 à 89 900 yuans.

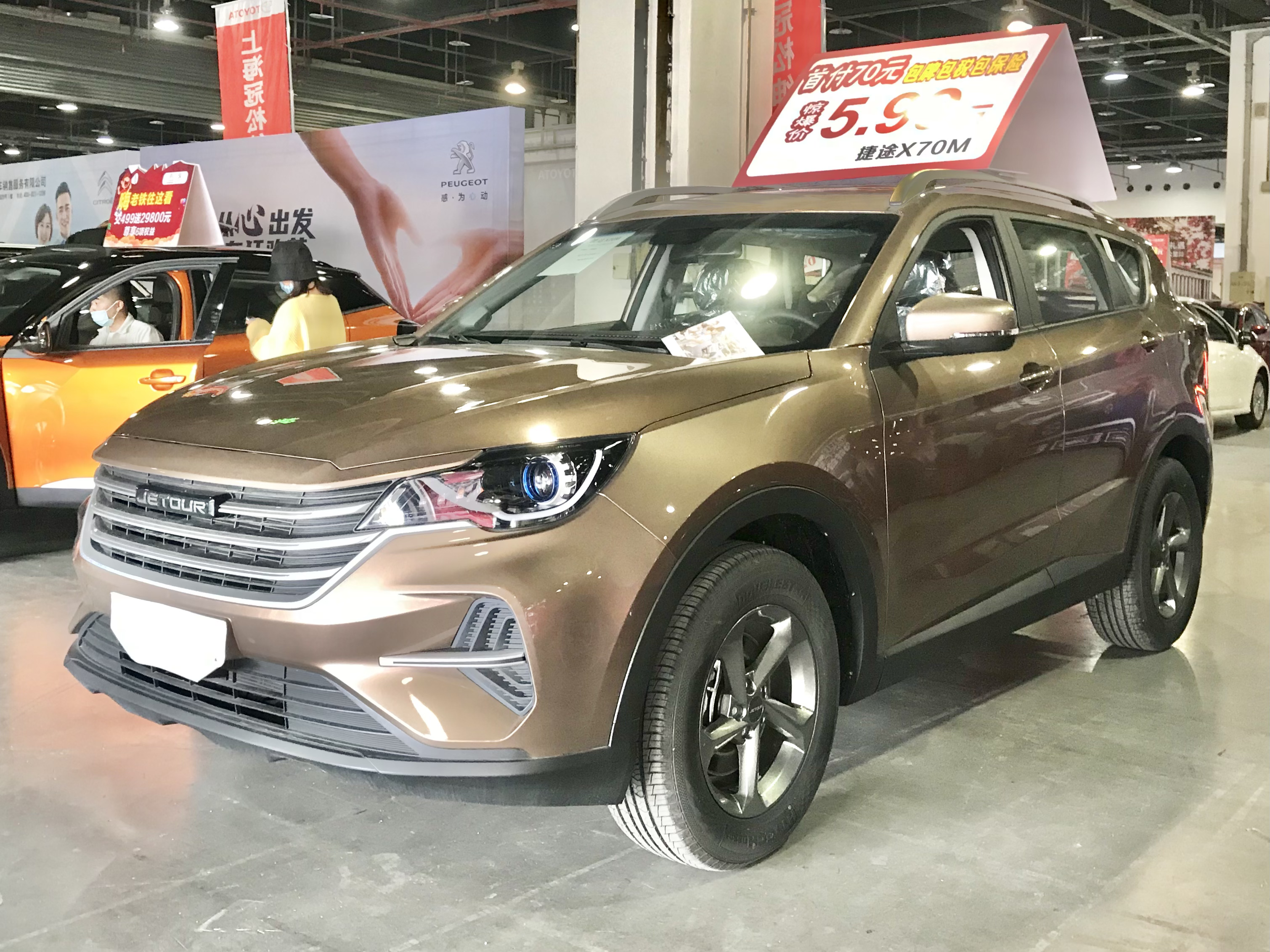
Jetour X70M (avant)
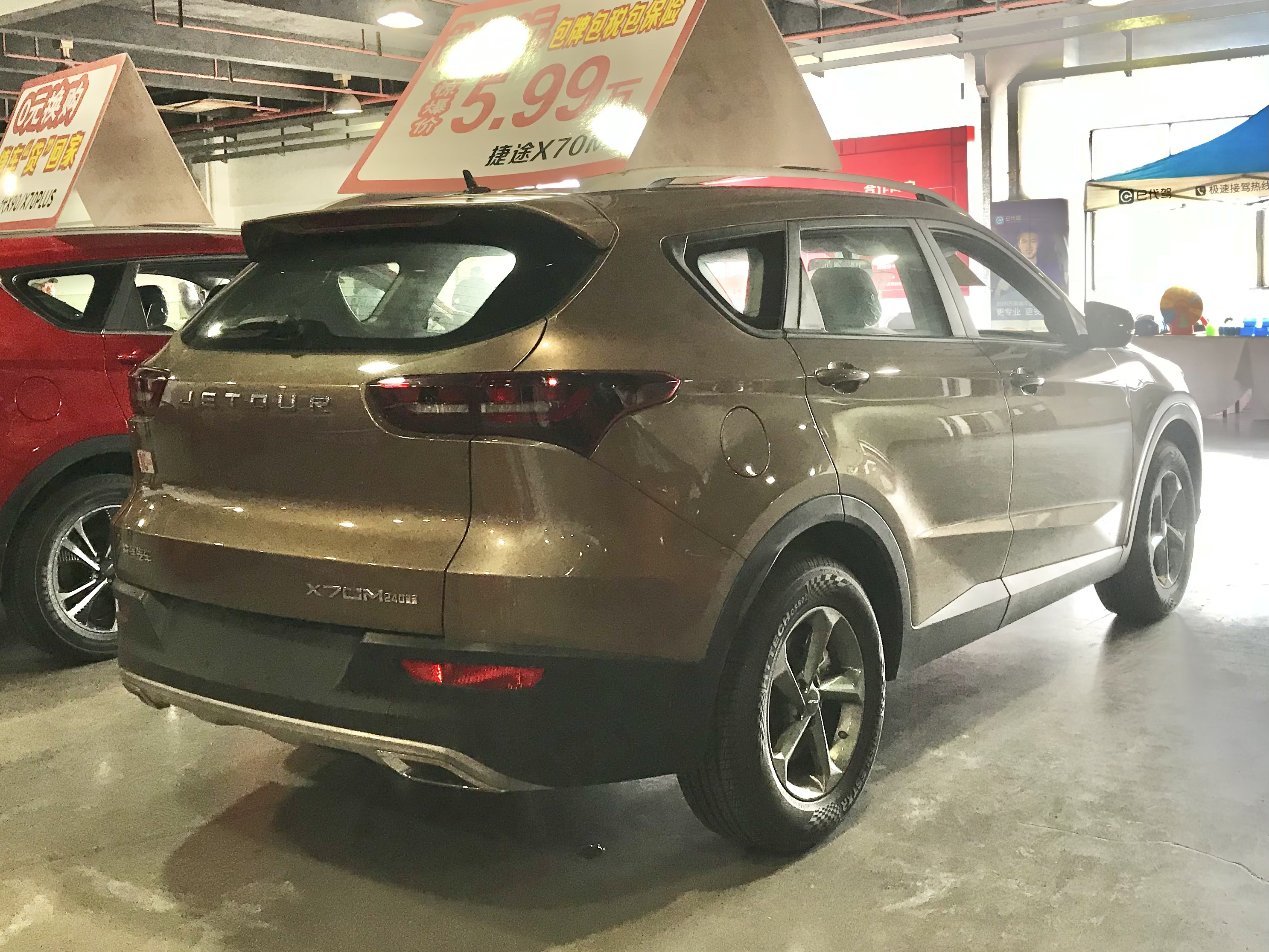
Jetour X70M (arrière)

### Jetour X70S EV
Jetour a présenté son X70S électrique en tant que premier modèle multisegment entièrement électrique au Salon de l'auto de Shanghai de 2019. Comme son nom l'indique, le X70S EV est basé sur le Jetour X70S pré-lifting et est le premier modèle électrique de la ligne de production de Jetour, le design extérieur et intérieur est essentiellement le même design que le Jetour X70S.
Le X70S EV propose 2 variantes d'autonomie, dont une avec 401 km et une qui est capable de faire 450 km sur une seule charge. La puissance maximale du moteur du Jetour X70S EV est de 125 kW (167 ch) et de 300 N m, capable de rouler à une vitesse maximale de 140 km/h. Le levier de vitesses électronique du Jetour X70S est remplacé par un levier de vitesses électronique d'aspect technique pour le X70S EV, le levier de vitesses étant équipé de boutons fonctionnels.
Au salon de l'auto de Guangzhou 2020, Jetour a dévoilé un lifting pour le X70S EV avec un design exclusif pour le modèle électrique. Le modèle lifté continue d'être équipé le moteur électrique produisant 125 kW (170 ch) et 300 N m avec une batterie de 56 kWh évaluée 401 km et 450 km au nouveau cycle européen de conduite.

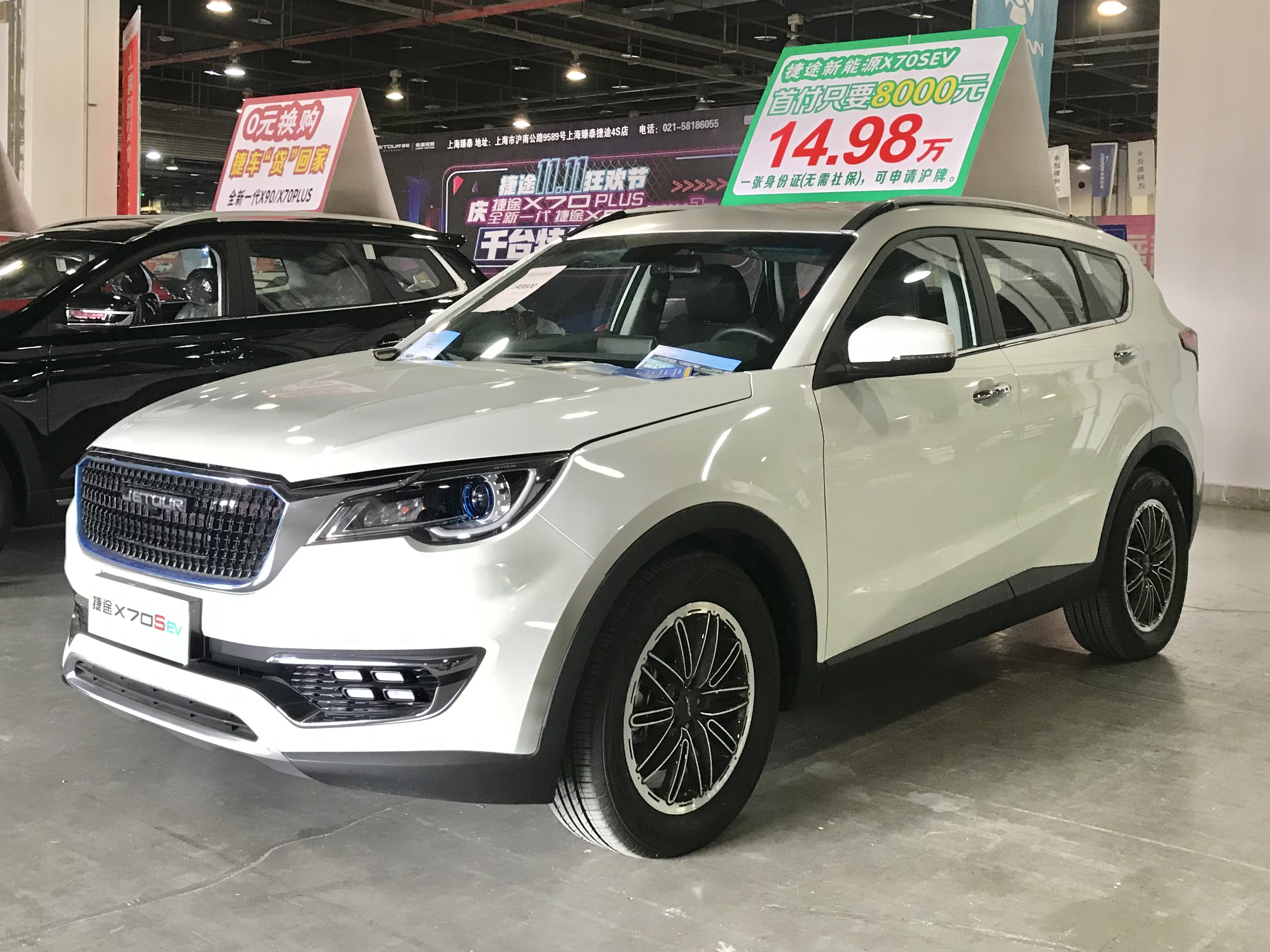
Jetour X70S EV front
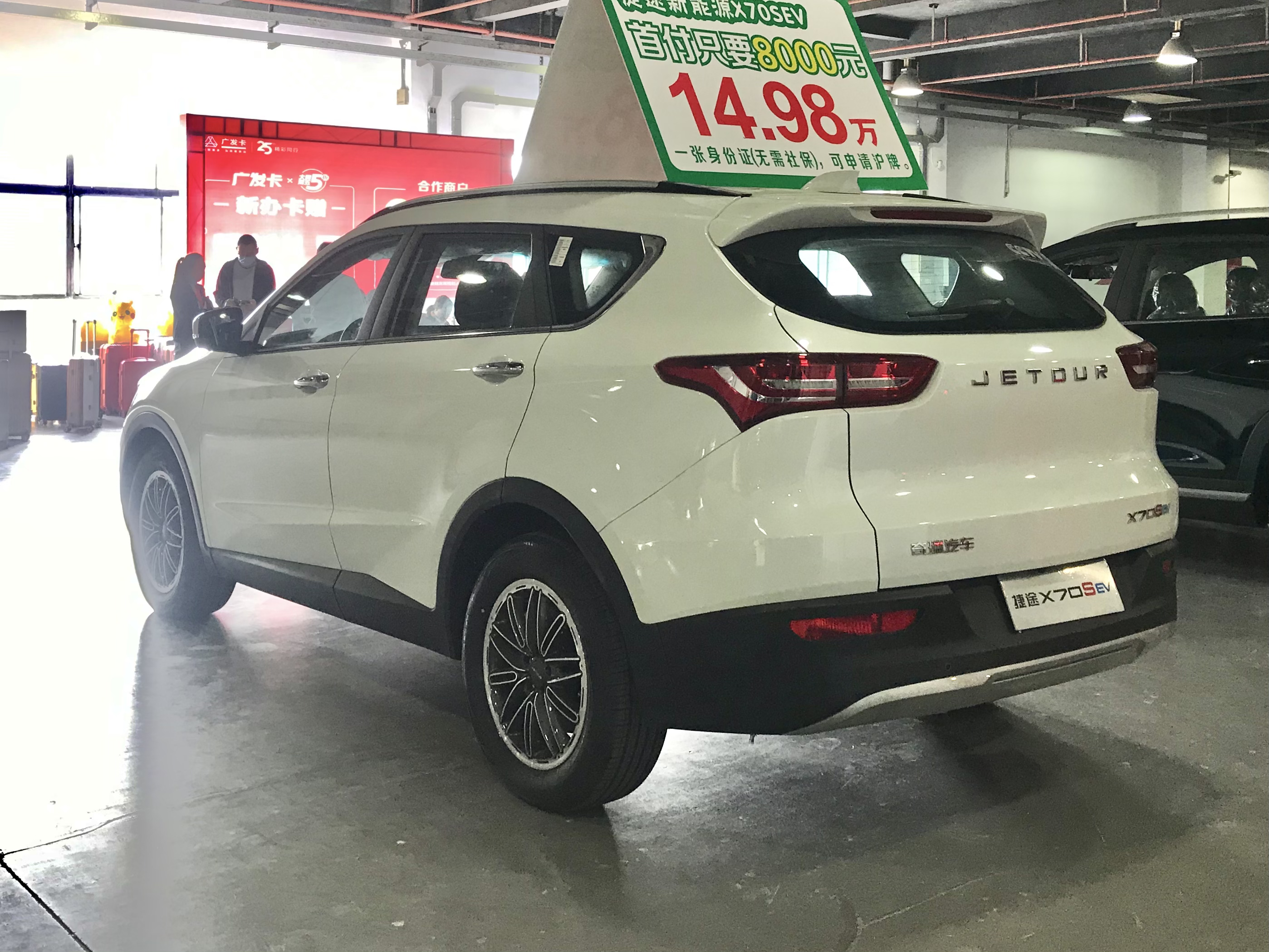
Jetour X70S EV rear

### MASTA EV
La spécification sud-coréenne du X70S a été conçue indépendamment par MASTA EV, le fabricant sud-coréen de véhicules électriques. Le modèle a été dévoilé pour la première fois au Salon de la mobilité de Séoul 2021 et leur premier SUV sera lancé en octobre 2022.
La société a déclaré que le modèle pourrait fonctionner environ 434 kilomètres (270 mi) et la batterie Samsung SDI sera montée sur ce modèle.

## Seconde génération (X70 Plus)
Le Jetour X70 Plus a fait ses débuts lors du Salon international de l'auto de Pékin 2020 qui a officiellement débuté le 26 septembre 2020. De l'extérieur, le Jetour X70 Plus est plus long et plus haut que le X70 ordinaire et propose des modèles à 5, 6 et 7 places.